# یواس‌اس جولیا (۱۸۶۳)
یواس‌اس جولیا (۱۸۶۳) (به انگلیسی: USS Julia (1863)) یک کشتی بود که طول آن not known بود.